# Riccardo Crosa
Riccardo Crosa (né le 7 novembre 1967 à Syracuse) est un auteur de bande dessinée, illustrateur et graphiste italien. Depuis le milieu des années 2000, il travaille également pour le marché francophone.

## Publications
- Sanctuaire Reminded, avec Stéphane Betbeder, Les Humanoïdes associés, coll. « Shogun Seinen », 3 vol., 2007. Adaptation au format manga de la bande dessinée Sanctuaire créée par Xavier Dorison et Christophe Bec.
- Sanctuaire Redux, avec Stéphane Betbeder, Les Humanoïdes associés, 5 vol., 2009-2012. Adaptation enrichie de la bande dessinée Sanctuaire créée par Xavier Dorison et Christophe Bec.
- Highgate t. 1 : Luisa, avec Stéphane Betbeder, Soleil Productions, 2009  (ISBN 978-2-302-00569-3).
- Synchrone, avec Vincent Delmas, Le Lombard, 3 vol., 2011-2014.
- Vigilantes, avec Jean-Charles Gaudin, Soleil Productions, 4 vol., 2011-2015.

## Récompense
- 1998 : Prix Nuove Strade remis par le Napoli Comicon (it) pour ses premiers travaux